# Michał Przysiężny
Michał Przysiężny (ur. 16 lutego 1984 w Głogowie) – polski tenisista, reprezentant w Pucharze Davisa.

## Kariera tenisowa
Karierę rozpoczął w klubie KKT Wrocław. W 2000 roku wraz z Adamem Chadajem i Pawłem Diłajem wywalczył IV miejsce w Drużynowych Mistrzostwach Świata Kadetów. W 2002 roku osiągnął półfinał juniorskiego turnieju deblowego na kortach Rolanda Garrosa.
Zawodowym tenisistą był w latach 2001–2019.
W grze pojedynczej wywalczył 8 tytułów w turniejach cyklu ATP Challenger Tour: Wrexham w 2007, Helsinki w 2009, Kazań, Saint-Brieuc i Urtijëi w 2010, Toyota w 2012, Bergamo w 2013 oraz Kioto w 2015. Odniósł też jedno zwycięstwo w grze podwójnej, w Poznaniu w 2006 roku, grając w parze z Tomaszem Bednarkiem.
W 2013 roku w turnieju cyklu ATP World Tour w Petersburgu w grze pojedynczej dotarł do półfinału, w którym uległ Ernestsowi Gulbisowi 3:6, 3:6.
W październiku 2014 roku Polak został mistrzem turnieju gry podwójnej rangi ATP World Tour w Tokio. Partnerem Przysiężnego był Pierre-Hugues Herbert, a w finale pokonali Ivana Dodiga i Marcela Melo 6:3, 6:7(3), 10–5. Do zawodów Przysiężny z Herbertem przystępowali jako szczęśliwi przegrani.
Od 2004 roku Przysiężny reprezentował Polskę w Pucharze Davisa. Zagrał łącznie w 28 meczach singlowych, z których w 12 triumfował.
W rankingu gry pojedynczej najwyżej był na 57. miejscu (27 stycznia 2014), a w klasyfikacji gry podwójnej na 119. pozycji (28 września 2015).
W 2018 Przysiężny był sparingpartnerem Caroline Wozniacki.

### Finały w turniejach ATP World Tour
| Legenda                                      |
| -------------------------------------------- |
| Wielki Szlem                                 |
| Igrzyska olimpijskie                         |
| Tennis Masters Cup / ATP Finals              |
| ATP Masters Series / ATP Tour Masters 1000   |
| ATP International Series Gold / ATP Tour 500 |
| ATP International Series / ATP Tour 250      |

#### Gra podwójna (1–0)
| Końcowy wynik | Nr | Data                | Turniej | Nawierzchnia | Partner               | Przeciwnicy             | Wynik finału      |
| ------------- | -- | ------------------- | ------- | ------------ | --------------------- | ----------------------- | ----------------- |
| Zwycięzca     | 1. | 5 października 2014 | Tokio   | Twarda       | Pierre-Hugues Herbert | Ivan Dodig Marcelo Melo | 6:3, 6:7(3), 10–5 |